# Zach VanValkenburg
* solo in precampionato o in squadra di allenamento
Zach VanValkenburg (Zeeland, 17 febbraio 1998) è un giocatore di football americano statunitense che milita nel ruolo di linebacker per i Los Angeles Rams della National Football League (NFL). Al college ha giocato per l'Hillsdale College e per l'Università dell'Iowa.

## Carriera universitaria
VanValkenburg, originario di Zeeland in Michigan, cominciò a giocare a football nella locale Zeeland West High School per poi passare nel college football nel 2016 nell'Hillsdale College con i Chargers impegnati nella Great Midwest Athletic Conference (G-MAC) della secondaria Division II della NCAA, per poi trasferirsi nel 2019 all'Università dell'Iowa, 
 andando a giocare per tre stagioni con i Hackeyes impegnati nella Big Ten Conference della primaria Divisione I della Football Bowl Subdivision (FBS) della NCAA.
| Stagione            | Stagione            | Stagione            | Stagione            | Stagione | Stagione | Difesa  | Difesa  | Difesa  | Difesa | Difesa | Difesa |
| Anno                | Squadra             | Campionato          | Conference          | P        | PT       | T. tot. | T. sol. | T. ass. | Sack   | Pdev   | FF     |
| ------------------- | ------------------- | ------------------- | ------------------- | -------- | -------- | ------- | ------- | ------- | ------ | ------ | ------ |
| 2016                | Hillsdale           | NCAA Div. II        | G-MAC               | 3        | -        | 15      | 7       | 8       | 0,0    | -      | -      |
| 2017                | Hillsdale           | NCAA Div. II        | G-MAC               | 11       | -        | 32      | 20      | 12      | 4,5    | -      | -      |
| 2018                | Hillsdale           | NCAA Div. II        | G-MAC               | 13       | -        | 70      | 33      | 37      | 8,5    | -      | -      |
|                     |                     |                     |                     |          |          |         |         |         |        |        |        |
| 2019                | Iowa                | FBS Div. I          | B1G                 | 11       | 0        | 6       | 2       | 4       | 0,0    | 0      | 0      |
| 2020                | Iowa                | FBS Div. I          | B1G                 | 8        | 8        | 30      | 14      | 16      | 3,5    | 0      | 0      |
| 2021                | Iowa                | FBS Div. I          | B1G                 | 14       | 14       | 58      | 30      | 28      | 5,5    | 0      | 1      |
| Totale NCAA Div. II | Totale NCAA Div. II | Totale NCAA Div. II | Totale NCAA Div. II | 27       | -        | 117     | 60      | 57      | 13,0   | -      | -      |
| Totale FBS          | Totale FBS          | Totale FBS          | Totale FBS          | 33       | 22       | 94      | 46      | 48      | 9,0    | 0      | 1      |

Fonte: Football DB
In grassetto i record personali in carriera

## Carriera professionistica

### Las Vegas Raiders
VanValkenburg non fu scelto durante il Draft NFL 2022 e il 12 maggio 2022 firmò un contratto da undrafted free agent con i Las Vegas Raiders.
Non riuscì però a rientrare nel roster attivo e il 30 agosto 2022 fu svincolato per poi essere aggregato il giorno successivo alla squadra di allenamento, ma fu quindi nuovamente svincolato una settimana dopo,  il 6 settembre 2022.

### Los Angeles Rams
Il 20 settembre 2022 VanValkenburg firmò per la squadra di allenamento dei Los Angeles Rams, dove passò tutta la stagione. Il 9 gennaio 2023 firmò come riserva/contratto futuro.
All'inizio della stagione 2023 rientrò nel roster attivo della squadra. Debuttò da professionista nella gara di settimana 1, la vittoria 30-13 contro i Seattle Seahawks. Nella gara del quinto turno, la sconfitta 14-23 contro i Philadelphia Eagles, fece il suo primo sack in carriera su Jalen Hurts. Il 14 novembre 2023, dopo nove presenze da subentrante, VanValkenburg fu svincolato per poi essere aggregato alla squadra di allenamento due giorni dopo.

## Statistiche

### Stagione regolare
| Stagione | Stagione | Stagione | Stagione | Difesa  | Difesa  | Difesa  | Difesa | Difesa | Difesa    |
| Anno     | Squadra  | P        | PT       | T. tot. | T. sol. | T. ass. | Sck    | Int.   | Fmb Forz. |
| -------- | -------- | -------- | -------- | ------- | ------- | ------- | ------ | ------ | --------- |
| 2022*    | LA Rams  | 0        | 0        | 0       | 0       | 8       | 0,0    | 0      | 0         |
| 2023     | LA Rams  | 9        | 0        | 9       | 4       | 5       | 1,0    | 0      | 0         |
| Totale   | Totale   | 9        | 0        | 9       | 4       | 5       | 1,0    | 0      | 0         |

Fonte: Football Database  - Statistiche aggiornate alla giornata 10 della stagione 2023

* In squadra di allenamento